# Guy Jacques Chouteau
Guy Jacques Chouteau est un médecin et homme politique français né en 1741 au May-sur-Èvre, près de Cholet et mort en 1812 à Saumur.

## Biographie
Guy Jacques Chouteau est né le 6 janvier 1741 au May-sur-Èvre, fils de Jacques Chouteau, greffier en chef du grenier à sel de Cholet, et de Marianne Le Breton.
À la fin du XVIIIe siècle, il devient médecin au premier hôpital de Cholet attribué au marquis René Broon. Il est administrateur du district en 1790, puis député de Maine-et-Loire de 1791 à 1792. Médecin à l'hôpital militaire de Noirmoutiers pendant l'insurrection vendéenne, il est affecté aux ambulances des armées de l'ouest en l'an III et devient directeur de l'hôpital de Cholet,.
Guy Jacques Chouteau épouse Marie-Anne Mesnard le 12 janvier 1773 à Cholet.
Il meurt le 8 septembre 1812 à Saumur où il s'était retiré.

## Hommages
Pour l'honorer un boulevard Guy Chouteau est nommé en 1890 à Cholet (c'est sur cet axe qu'on a construit l'église du Sacré-Cœur).